# Czadeczka
Die Czadeczka (slowakisch Čadečka) ist ein Zufluss der Čierňanka, eines Nebenflusses der Kysuca im Flusssystem der Waag. Der Fluss entspringt an den Südhängen der Schlesischen Beskiden westlich des Gipfels der Ochodzita in Polen, überschreitet die polnisch-slowakische Grenze und mündet zwischen den slowakischen Gemeinden Čierne und Skalité in die Čierňanka. Noch vor der Mündung überspannt die 64 m hohe Autobahnbrücke Čadečka den Fluss. Im Oberlauf hat er den Charakter eines Gebirgsflusses. Die Czadeczka ist einer der wenigen Flüsse der Schlesischen Beskiden, und der polnischen Karpaten insgesamt, die nicht nach Norden in die Ostsee, sondern nach Süden über die Donau ins Schwarze Meer entwässern.